# Pilot (American Dad!)
«Pilot» (рус. Пилотная серия) — первый эпизод мультсериала «Американский папаша!». Премьера серии состоялась 6 февраля 2005 года.

## Сюжет
В первом эпизоде Стив очень расстроен, что его популярность в школе находится на самом низком уровне. Он осознает, что девушки обращают внимание лишь на парней, у которых есть собака. Поэтому он просит родителей подарить ему собаку, заявляя, что с ней он сможет в будущем отправится служить в армию. Услышав это, Стэн, отец Стива, с гордостью дарит сыну 19-летнюю собаку, жившую ещё во времена президента Рейгана.
Ночью, Роджер, пытаясь найти вкусную Земную еду, будит Стэна, который воспринимает его как «незваного гостя» («Osama? Is that you?»). Стэн стреляет в предполагаемого преступника, но через время понимает, что единственное существо, которое он подстрелил, была старая собака Стива. После похорон собаки Стэн старается помочь Стиву победить на выборах в школе, потому как считает, что его сын просто обязан быть президентом. С помощью грязных технологий отца Стив все же становится президентом школы. С ним сразу же начинает встречаться Лиза Сильвер, лидер в группе поддержки школьной команды. Стив стал думать, что его жизнь наладилась, до тех пор, пока он не попытался поцеловать Лизу. Когда же она ему отказала, Стив пал в уныние и захватил всю школу в заложники. Но отец спас его и объяснил, что когда он учился в школе, тоже не был популярен среди учеников.
В то же время Роджер, рассказывает, что он спас жизнь Стэну в Ангаре 51 и по этому Стэн пригласил его к себе в семью. Фрэнсин заметила, что Роджер ест слишком много сахара и решает посадить пришельца на строгую диету. Потерявший сон инопланетянин договаривается с Хейли, что будет писать сочинения за неё, а она будет приносит ему сладости. Однако, Роджер засыпает в одну из ночей, от переедания сладкого и не успевает написать сочинение о Генри Киссинджере. Хейли просит преподавателя не ставить плохую оценку, потому как она на днях потеряла свою собаку.

## Производство
Серию придумали Сет Макфарлейн, Майк Баркер, Мэтт Витзмен и срежиссировал Рон Хьюарт. Приглашённые гости Кармен Электра в роли Лизы Сильвер, Кевин Мишель Ричардсон в роли директора Льюиса, Наташа Мельник в роли Хилари. Также незначительную роль сыграл Крис Кокс в роли Джорджа Уокера Буша. Музыку к серии подобрал Уолтер Мёрфи, который также часто является композитором Гриффинов. После закрытия Гриффинов в октябре 2003 года Сет МакФарлейн и работники сериала решили создать новый мультсериал «Американский папаша!». Сценаристы первоначально хотели сделать Клауса французом, а не немцем. Также сцена, в которой Стэн говорит Стиву, что в школе его называли членом была сокращена в телевизионной версии. Первоначально сцена, в которой Стэн говорит, что подтасовал выборы президента в 2000-х годах и что у Буша тогда было лишь 7 голосов была вырезана в версии показа FOX, но в более поздних показах её вернули.
Серию впервые показали 6 февраля 2005 года в США на FOX. Серия вышла на DVD Американский папаша! Часть 1 вместе со следующими двенадцатью сериями этого сезона 26 апреля 2006 года на трёх дисках. Работники сериала Сет Макфарлейн, Майк Баркер, Мэтт Витзмен и Рон Хьюарт участвовали в записи аудиокомментариев к этой серии.

## Критика
Во время премьерного показа серию посмотрели 15 100 000 зрителей, также серия получила оценку 10.8 из 20.
Стив Вайциоус из 411mania сказал про серию «я знаю много людей ненавидят пилотную серию Американского папаши и я тоже не смеялся долго, но я не был чрезвычайно негативен к их новой жизни после Гриффинов». Джадж Джефри Миллер из DVD Verdict сказал «в этой, а также ранних сериях сезона много привычных историй структурных неудобным и пустым Гриффинам, только без их безумной устойчивой энергии». Серия заняла второе место среди 12 лучших серий «Американского папаши». Также серия получила рейтинг 8,0 на сайте TV.Com, в результате голосования посетителей, а оценка посетителей IMDb составила 7,2.

## Культурные отсылки
- Сцена где Роджер говорит «Мы не можем все выглядеть такими же тощими как пришельцы в фильмах Камерона», — остылка к фильмам «Чужие» (1986) и «Бездна» (1989) Джеймса Камерона[10]
- Стэн непосредственно отсылается к фильмам «Люди в чёрном» и «Люди в чёрном 2»[10]
- Старого учителя алгебры Фрэнсин зовут Мистер Финей — это имя было заимствованно из сериала «Парень познаёт мир»[10]